# استرو (فلوریدا)
استرو (به انگلیسی: Estero) یک روستا در ایالات متحده آمریکا است که در شهرستان لی، فلوریدا واقع شده‌است. استرو ۶۵٫۷۲ کیلومتر مربع مساحت و ۲٬۳۲۵ نفر جمعیت دارد و ۴ متر بالاتر از سطح دریا قرار دارد.